# Maquinabilidad
La maquinabilidad es una propiedad de los materiales que permite comparar la facilidad con la que pueden ser mecanizados por arranque de viruta. La maquinabilidad también puede definirse como el mejor manejo de los materiales y la facilidad con la que pueden ser cortados con una segueta o con una máquina de corte. La maquinabilidad también depende de las propiedades físicas de los materiales:
Los factores que se suelen mejorar la resistencia de los materiales a menudo degradan su maquinabilidad. Por lo tanto para una mecanización económica, los ingenieros se enfrentan al reto de mejorar la maquinabilidad sin perjudicar la resistencia del material.
Es difícil establecer relaciones que definan cuantitativamente la maquinabilidad de un material, pues las operaciones de mecanizado tienen una naturaleza compleja. En algunos casos, la dureza y la resistencia del material se consideran como los principales factores a evaluar. Los materiales duros son generalmente más difíciles de mecanizar pues requieren una fuerza mayor para cortarlos.
Sobre estos factores influyen propiedades del material como su composición química, conductividad térmica y su estructura microscópica. A veces, sobre todo para los no metales, estos factores auxiliares son más importantes. Por ejemplo, los materiales blandos como los plásticos pueden ser difíciles de mecanizar a causa de su mala conductividad térmica.

## Calificación de la maquinabilidad
Hay muchos factores que afectan a la maquinabilidad, pero no hay un consenso en la forma de cuantificarla. En lugar de ello, a menudo la maquinabilidad se evalúa caso por caso y las pruebas se adaptan a las necesidades específicas de una fábrica. Las medidas más comunes para efectuar una comparación de maquinabilidad son la vida de la herramienta, el acabado superficial, la temperatura de corte y el consumo de energía.
Existen tablas y gráficos que proporcionan una referencia para comparar la maquinabilidad de materiales diferentes, pero son necesariamente imprecisas debido a la multitud de variables de proceso y otros factores externos que pueden tener una influencia significativa. Estas tablas suelen medir la maquinabilidad en términos de velocidad de corte para una determinada vida útil de la herramienta. Por ejemplo, la maquinabilidad relativa podría darse como 
{\displaystyle Vc_{60,1} \over Vc_{60,2}},
donde Vc60 es la velocidad de corte para una vida útil de la herramienta de 60 minutos. Las pruebas de maquinabilidad más conocidas fueron las llevadas a cabo por Frederick W. Taylor y dieron lugar a lo que se conoce como ecuación de Taylor que relaciona la velocidad de corte con la vida de la herramienta.
Habitualmente se toma como material de referencia el acero AISI 1112 (resulfurado), al que se le da la calificación de 100.

## Maquinabilidad de los aceros
Debido a que los aceros son de los metales más importantes en ingeniería, se ha estudiado en forma extensa su maquinabilidad. La maquinabilidad de los aceros se ha mejorado, principalmente agregándose plomo y azufre para obtener los llamados aceros libres-maquinado, o aceros de maquinado libre.

### Aceros resulfurados y refosforados
El azufre en los aceros forma inclusiones de sulfuro de manganeso que actúa como elevadores de esfuerzos en la zona de corte primario. En consecuencia, las virutas producidas se rompen con facilidad y son pequeñas; esto mejora la maquinabilidad. El tamaño, forma, distribución y concentración de estas inclusiones influyen mucho sobre la maquinabilidad. Elementos como el teluro o telurio, así como el selenio, que son químicamente semejantes al azufre, funcionan como modificadores de inclusiones en los aceros resulfurados.
El fósforo tiene dos efectos principales sobre los aceros. Fortalece a la ferrita, elevando la dureza y la resistencia. Los aceros más duros dan como resultado mejor formación de viruta y mejor acabado superficial. Nótese que puede ser que los aceros suaves sean difíciles de maquinar, con formación de borde acumulado y mal acabado superficial. El segundo efecto es que la mayor dureza causa la formación de virutas cortas, en lugar de hilos continuos, y con ello mejora la maquinabilidad.

### Aceros con plomo
Un gran porcentaje del plomo en los aceros se solidifica en las puntas de las inclusiones de sulfuro de manganeso. En los tipos no resulfurados de acero, el plomo toma la forma de partículas finas dispersar. El plomo es insoluble en el hierro, cobre y aluminio y en sus aleaciones. Por su baja resistencia al corte, en consecuencia, el plomo funciona como lubricante sólido y se reparte sobre la interface herramienta-viruta durante el corte.

### Aceros desoxidados con calcio
En estos aceros se forman hojuelas de silicatos de calcio. Estas hojuelas, a su vez, reducen la resistencia de la zona secundaria de corte y disminuyen la fricción entre la herramienta y la viruta, así como el desgaste, la temperatura se reduce en consecuencia. Por ello estos aceros producen menor desgaste de cráter, en especial a altas velocidades de corte.

### Aceros inoxidables
Los aceros austeníticos (serie 300 o 400) son difíciles de maquinar. El traqueteo puede ser un problema, necesitando máquinas y herramientas con gran rigidez. Sin embargo, los aceros inoxidables ferríticos tienen buena maquinabilidad. Los aceros martensíticos son abrasivos, tienden a forma de borde acumulado y requieren materiales de herramienta con gran dureza en caliente y resistencia al desgaste de cráter. Los aceros inoxidables de endurecimiento por precipitación son fuertes y abrasivos, requieren materiales de herramientas duros y resistentes a la abrasión.

## Maquinabilidad del aluminio
Debido a que el aluminio es de los metales más importantes en ingeniería, se ha estudiado en forma extensa su maquinabilidad. La maquinabilidad del aluminio se ha mejorado, principalmente agregándose plomo y azufre para obtener los llamados aluminios libres-maquinado, o aluminios de maquinado libre.